# Aad Ouborg
Aad Ouborg (Vlissingen, 20 augustus 1959) is een Nederlands ondernemer en bedenker van het huishoudelijke merk Princess.
Ouborg is de eigenaar/directeur van de Ouborg Group. Princess Household Appliances, een bedrijf in huishoudelijke artikelen met een afzetgebied over de hele wereld dat in september 1995 werd opgericht, verkocht hij in 2011. Hiervoor werkte Ouborg bij Van der Valk Hotel Gilze met zijn eerste baan als kelner en daarna was hij directeur/eigenaar van BaByliss, een bedrijf in persoonlijke (haar)verzorging.
Als ondernemer werd Ouborg meerdere malen gelauwerd. Hij kreeg een eervolle vermelding als Sales Manager van het Jaar 1997, in 2002 ontving hij de Guts And Glory Award voor zijn vindingrijke en gedurfde aanpak als ondernemer, en in 2005 ontving Aad Ouborg de vakjuryprijs TM Awards Echie voor sterkste merk in de Benelux. 
In 2011 werkte Ouborg mee aan het BNN tv-programma Topmanager Gezocht (afgeleid van het Amerikaanse The Apprentice), een realityserie waarin Ouborg op zoek gaat naar de beste nieuwe Nederlandse topmanager.
Aad Ouborg is getrouwd en heeft vijf kinderen.